# 罗斯林 (华盛顿州)
罗斯林（英文：Roslyn），是美国华盛顿州基帝塔什县下属的一座城市。根据 2000年美国人口普查，该市有人口1,017人。根据2010年美国人口普查，该市有人口893人。而2011年估计该市有910人。